# Schöngrün/Vermont
Schöngrün/Vermont (auch: Schöngrüen) ist ein Quartier der Stadt Bern. Es gehört zu den 2011 bernweit festgelegten 114 gebräuchlichen Quartieren und liegt im Stadtteil IV Kirchenfeld-Schosshalde, dort im statistischen Bezirk Schosshalde. Es grenzt an die Quartiere Freudenberg, Ostring, Zentrum Paul Klee, Merzenacker, Wittigkofen und Sonnenhof.
Im Jahr 2022 lebten im Quartier 1125 Personen, davon 818 Schweizer und 307 Ausländer.
Der Name Schöngrün (Schosshaldenstrasse 92) geht auf ein Landgut zurück, das bis 1880 offiziell Schöngrin hiess. Auch der Name Vermont kommt von einem Landgut in der Schosshalde (Buchserstrasse 33), die im 18. und 19. Jahrhundert Kleine Matte hiess.
Der Skulpturengarten des Zentrums Paul Klee liegt im Norden am Hessenweg. Im Quartier befindet sich eine moderne Wohnbebauung mit Ein- und Mehrfamilien- sowie einigen Reihenhäusern. Die Botschaft von Kasachstan ist ebenfalls im Quartier.
Die städtische Buslinie 28 verbindet mit dem Zentrum.